# Musa johnsii
Musa johnsii är en enhjärtbladig växtart som beskrevs av Graham Charles George Argent. Musa johnsii ingår i släktet bananer, och familjen bananväxter. Inga underarter finns listade i Catalogue of Life.